# Konrad Wolf (Orgelbauer)
Konrad Wolf (vor 1426 – nach 1428) aus Waldshut war ein deutscher Orgelbauer in Freiburg im Üechtland.
Konrad Wolf aus Waldshut fertigte kurz vor 1426 auf Pergament einen Entwurf für die erste Orgel der Kathedrale St. Nikolaus in Freiburg im Üechtland. Die Orgel wurde 1428 erbaut und ist nicht mehr erhalten. Von einigen Autoren wird aufgrund des engen Zeitrahmens, der Tätigkeit ebenfalls in Freiburg im Üechtland und des gemeinsamen Vornamens Konrad vermutet, dass Konrad Wolf mit dem Orgelbauer Konrad Belius identisch war. Weitere Werke oder Berichte zum Wirken von Konrad Wolf sind nicht bekannt.